# Wilhelm Levison
Pour les articles homonymes, voir Levison.
Wilhelm Levison, né le 27 mai 1876 à Düsseldorf  et mort le 17 janvier 1947 à Durham, est un médiéviste allemand.

## Biographie
Wilhelm Levison naît le 27 mai 1876 à Düsseldorf. Il est le fils aîné des deux enfants de Hermann Levison (1839-1886), commerçant, et de son épouse, Joséphine Goldschmidt (1845-1916).
Il est bien connu en tant que contributeur à Monumenta Germaniae Historica, en particulier pour les vitae de l'époque mérovingienne . Il édite également Deutschlands Geschichtsquellen im Mittelalter de Wilhelm Wattenbach . En 1935, il est contraint de se retirer de sa chaire à l'Université de Bonn en raison des lois de Nuremberg. Il fuit l'Allemagne nazie au printemps 1939 et accepte un poste à l'Université de Durham. Il prononce les Ford Lectures (en) à l'Université d'Oxford en 1943 , qui sont  publiées sous le titre England and the Continent in the Eighth Century . Il meurt le 17 janvier 1947 à Durham, pendant la préparation d' Aus Rheinischer und Fränkischer Frühzeit (1948).

## Réputation et influence
Conrad Leyser a décrit Levison comme "l'un des géants de l'érudition historique du XXe siècle, son England and the Continent in the Eighth century étant l'un de ses textes canoniques"  ; Nicholas Howe, en 2004, a qualifié ce livre d'importance « durable » . Cinq conférences ont été organisées pour commémorer son travail, et les conférences données lors de la réunion de 2007 à l'université de Durham ont été publiées en 2010  . Theodor Schieffer a dédié son Winfried - Bonifatius und die christliche Grundlegung Europas à Levison, qui avait été son directeur de thèse.